# Collartaltica meridionalis
Collartaltica meridionalis es un coleóptero de la familia Chrysomelidae.
Fue descrita científicamente en 2004 por Biondi & D'Alessandro.